# Амвросий (Протасов)
Архиепископ Амвросий (в миру Алексей Иванович Протасов; ок. 1762, Боровск, Московская губерния — 1 [13] июля 1831, Тверь) — епископ Русской православной церкви, архиепископ Тверской и Кашинский, талантливый проповедник.

## Биография
Алексей Иванович Протасов родился около 1762 года в Боровске. Учился в Перервинской семинарии и в Сергиевской лаврской семинарии. Ряд источников называет его воспитанником Московской славяно-греко-латинской академии, в которой он с 1790 года был учителем риторики и поэзии. В 1794 году принял постриг в монашество, с 1795 года — проповедник и учитель философии, с 19 августа 1797 года — префект академии.
С 29 ноября 1798 года — настоятель Троице-Сергиевой Приморской пустыни (под Санкт-Петербургом) в сане архимандрита. С 18 ноября 1799 года — ректор Александро-Невской академии и в этой должности с 27 марта 1800 года был настоятелем Иверского, а с 5 июля 1802 года Юрьева монастыря.
10 января 1804 года хиротонисан во епископа Тульского и Белёвского.
18 ноября 1806 года награждён орденом Святой Анны 1 степени.
С 7 февраля 1816 года архиепископ Казанский и Симбирский; из-за интриг и доносов 6 ноября 1826 года переведен на Тверскую и Кашинскую кафедру.
Скончался 1 июля 1831 года в Твери во время эпидемии холеры.
Амвросий был прирождённым оратором: сам митрополит Московский Платон (Левшин) ставил его проповеди выше своих. Его речи отличались резкостью, прямотой, что приводило к тому, что на Амвросия было написано множество жалоб и доносов.
Проповеди Амвросия в своё время имели широкую известность у современников и были внесены в хрестоматии XVIII—XIX веков (Галахова, Пенинского и др.) в качестве образцов церковного красноречия.
Труд Амвросия «Слово на случай присяги избранных по Тульской губернии судей», в 1815 году, император Российской империи Александр I дал вместо инструкции одному из губернаторов.
Собрание проповедей Амвросия было издано через четверть века после его смерти, в 1856 году. В 1799 году составил пособие по латинской грамматике, которое долго было в употреблении в духовных училищах.